# Мері Гопкін
Мері Гопкін (англ. Mary Hopkin; нар. 3 травня 1950 року, Понтардоу (нині в окрузі Ніт-Порт-Толбот), Уельс, Велика Британія) — валлійська поп-виконавиця, яка виконувала чуттєві, мелодійні фолк — і поп-балади. Її візитною карткою стала пісня «Those Were the Days». Ця пісня стала першим продюсерським досвідом Пола Маккартні; сингл з піснею вийшов в кінці 1968 року і очолив британський хіт-парад (у США пісня піднялася до #2).

## Біографія

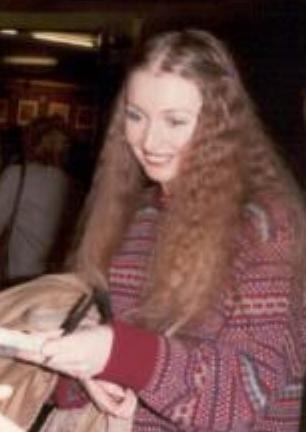
Мері Гопкін у 1980 році.

Вирішальну роль у становленні кар'єри Мері Гопкін зіграли британська супермодель Твіггі і Пол Маккартні. Твіггі помітила виступ Мері на телевізійному конкурсі Opportunity Knocks і познайомила її з Полом. Той запропонував нікому не відомій до тих пір фолк-співачці контракт, спродюсував дебютний сингл «Those Were the Days» і випустив його на щойно утвореному лейблі Apple Records. Сингл вийшов 20 серпня 1968 року, очолив британський хіт-парад, змістивши з вершини бітлівський «Hey Jude», і протримався на вершині 6 тижнів.
Потім Маккартні (також в статусі продюсера) випустив дебютний альбом співачки Postcard (#3 Велика Британія, #28 США), оформивши обкладинку і записавши партії гітари в піснях «Lord of the Reedy River» та «Voyages of the Moon». Він же написав для Гопкін другий сингл, «Goodbye» (#2 Велика Британія: на цей раз очолити списки завадив їй сингл The Beatles «Get Back»). З Маккартні (і Рінго Старром за ударними) Гопкін записала власну версію класичної «Que Sera, Sera»; сингл був виконаний французькою і вийшов тільки у Франції.
У 1970 році Мері Гопкін представила Велику Британію на конкурсі Євробачення-1970 з піснею «Knock, Knock Who's There?», посівши друге місце. Пісня вийшла у Британії синглом і піднялася до #2.
У 1971 році Мері Гопкін вийшла заміж за продюсера Тоні Вісконті, який записав її другий альбом Earth Song, Ocean Song (1971), куди увійшли пісні Кет Стівенса, Gallagher and Lyle і Ральфа Мактелла. Незабаром співачка оголосила про відхід зі сцени, проте у 1972 році виступила на рок-фестивалі в Австралії, а також випустила різдвяний сингл «Mary Had a Baby» (Regal Zonophone Records).
Мері Гопкін (як Мері Вісконті) співала також на багатьох пластинках, які продюсував її чоловік (альбоми Тома Пекстона, Ральфа Мактелла, Девіда Бові, Берта Дженша, The Radiators from Space, Thin Lizzy, Carmen, Sarstedt Brothers, Osibisa, Sparks, Хейзел О'Коннор і Елейн Пейдж).
У 1976 році (вже як Мері Гопкін) вона випустила сингл «If You Love Me (I won't Care)» (пісню Едіт Піаф, #32 Велика Британія). Steeleye Span запросили Гопкін на роль Лізаразель в концептуальному альбомі The King of Elfland's Daughter.
Після розлучення з Вісконті в 1981 році Гопкін епізодично виступала на театральній сцені, фолк-фестивалях і благодійних концертах. У 2007 році на Mary Hopkin Music вийшов ретроспективний альбом Valentine, куди увійшли раніше не видані записі 1972—1980 років (три з них — її власні композиції).

## Дискографія

### Альбоми
- 1969: Postcard
- 1971: Earth Song, Ocean Song
- 1972: Those Were The Days
- 1976: The Welsh World of Mary Hopkin (збірник)
- 1989: Spirit
- 1996: Y Caneuon Cynnar (The Early Recordings) (збірник)
- 2005: Live at the Royal Festival Hall (live)
- 2007: Valentine
- 2008: Recollections
- 2008: Now and Then
- 2009: Blodeugerdd: Song of the Flowers — An Anthology of Welsh Music and Song (збірник)
- 2010: You Look Familiar

### Сингли
- 1968 — «Those Were The Days» (#1 Велика Британія, #1 Німеччина)
- 1969 — «Goodbye» (#2)
- 1970 — «Temma Harbour» (# 6)
- 1970 — «Knock, Knock Who's There?[en]» (#2)
- 1970 — «Que Sera, Sera»
- 1970 — «Think About Your Children» (#19)
- 1971 — «Let My Name Be Sorrow»
- 1972 — «Water, Paper & Clay»
- 1976 — «If You Love Me (I won't Care)»